# 十和田市立中央病院
十和田市立中央病院（とわだしりつちゅうおうびょういん）は、青森県十和田市にある病院である。
十和田市とその周辺町村の基幹病院であり、救急指定病院、上十三地域保健医療圏の災害拠点病院、がん診療連携拠点病院に指定されている。

## 沿革
- 1958年 - 青森県厚生農業協同組合連合会経営の三本木病院を買収し、発足する。
- 1963年 - 現在地に移転。
- 1979年 - 西棟・東棟を増改築。
- 1992年 - 新西棟を増築。
- 1997年8月29日 地域災害拠点病院に指定される[1]。
- 2008年 - 主要病棟である東棟の老朽化を目的に建設された新本館が開院。
- 2010年7月 - 地方公営企業法の全部適用。
- 2011年
  - 2月 - 青森DMAT指定病院に指定。
  - 4月 - 地域がん診療連携拠点病院に指定。
  - 11月 - 公益財団法人日本医療機能評価機構から病院機能評価V6.0認定。
- 2012年4月 - 日本輸血細胞治療学会I＆A認証施設に認定。
- 2014年4月 - 院内保育所開設。
- 2016年
  - 2月 - 地域包括ケア病棟開設。
  - 4月 - 婦人科の臨床研修指定病院に指定。
  - 11月 - 公益財団法人日本医療機能評価機構から病院機能評価3rdG:V1.1認定。
- 2019年10月 - 十和田市立中央病院付属とわだ診療所開設、地域医療支援病院承認。

出典

## 診療科
- 内科
  - 消化器科
  - 呼吸器科
  - 循環器科
- 総合診療科
- 外科
- 脳神経外科
- 整形外科
- 泌尿器科
- 精神神経科
- 小児科
- 皮膚科
- 産婦人科
- 眼科
- 耳鼻咽喉科
- 麻酔科
- リハビリテーション科
- 放射線科

## その他
- ローソン十和田市立中央病院店（ローソンATMなし）
- ATMコーナー
  - 青森みちのく銀行ATM 十和田市立中央病院
  - 青い森信用金庫北園支店 十和田市立中央病院出張所

## 交通機関
- JR七戸十和田駅南口タクシー乗り場よりタクシーで約20分、またはバス乗り場よりバスで約40分[3]
- 十鉄バス：官庁街乗り入れ路線（十和田湖（休屋）行・焼山行・喜多見町行・赤伏行<一部>・芦沢行・大下内行・夏間木行）：「中央病院前」バス停下車
- それ以外（十鉄バス：（特急）日の出町経由三本木営業所行・八戸（三日町）行など、および南部バス：五戸行）：「十和田市中央」バス停下車後、徒歩約10分
- 十和田観光電鉄十和田観光電鉄線：十和田市駅より徒歩約27分だったが、同路線は2012年に廃止された。